# Ньонский замок
Ньонский замок (фр. Château de Nyon) — средневековый замок в швейцарском городе Ньон.
Начало строительства сооружения над Женевским озером датируется концом XII веком — началом XIII века. Замок принадлежал землевладельцам из Пранжена до 1280 года, после перешёл под контроль савойской династии. 1293 годом датируется постройка башни Гийома дю Шена.
В 1536 году замок был захвачен Берном. В 1574—1583 годах замок был значительно перестроен мастерами-каменщиками Ули II Бодмером и Антуаном Валлоном под руководством Ули Жордана.
В 1804 году замок стал собственностью города Ньон. С 1888 года часть замка — исторический музей, позже — музей фарфора. В другой части до 1979 года располагалась тюрьма, а после, до 1999 года, муниципальный совет и суд. В 1999—2006 годах в замке проведена масштабная реконструкция стоимостью 17,5 млн франков. Музей истории фарфора (фр.) занял здание полностью.
Замок в Ньоне включен в «Швейцарский реестр культурных ценностей национального и регионального значения» (фр.).

## Галерея

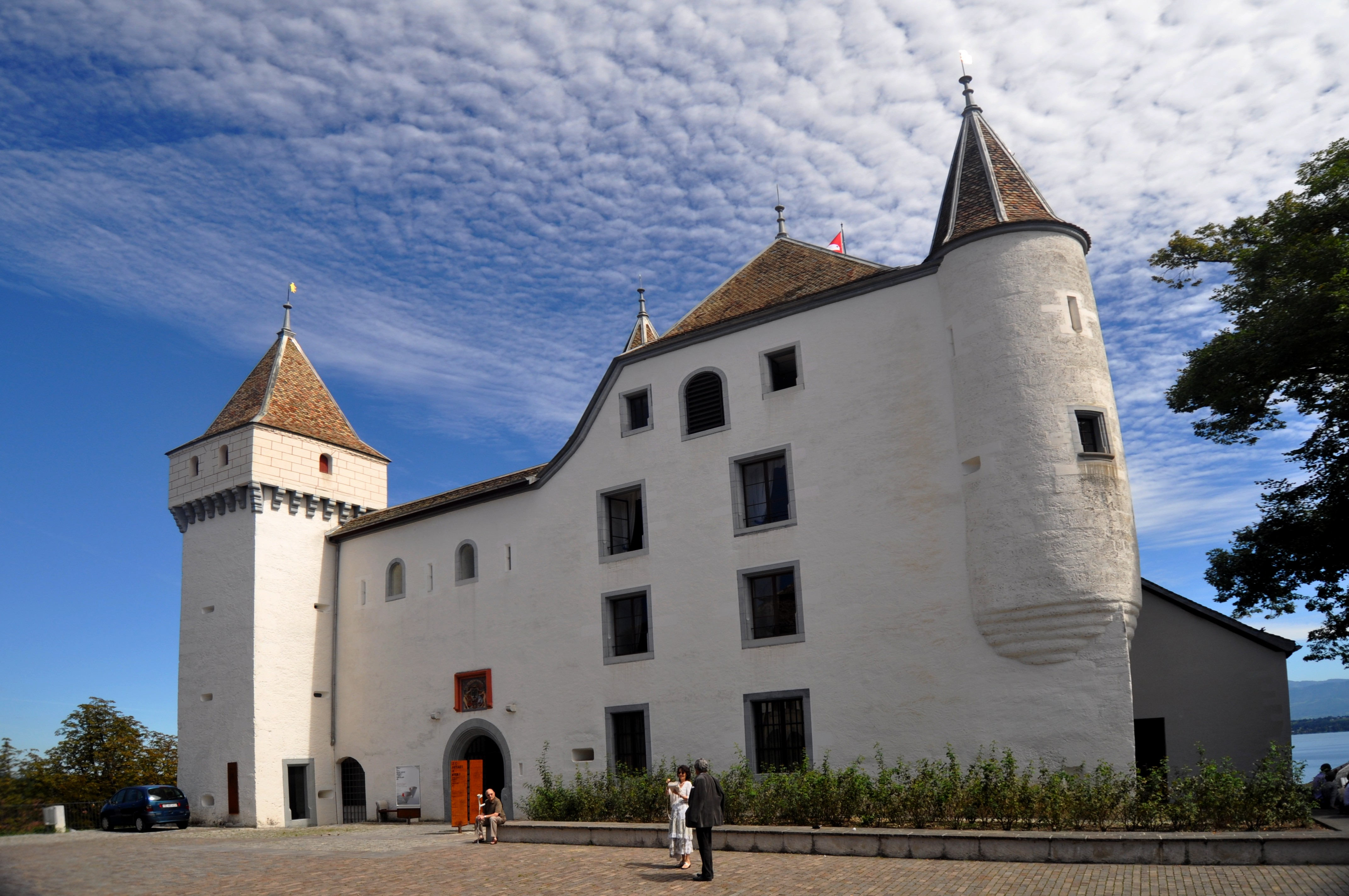
Замок вблизи
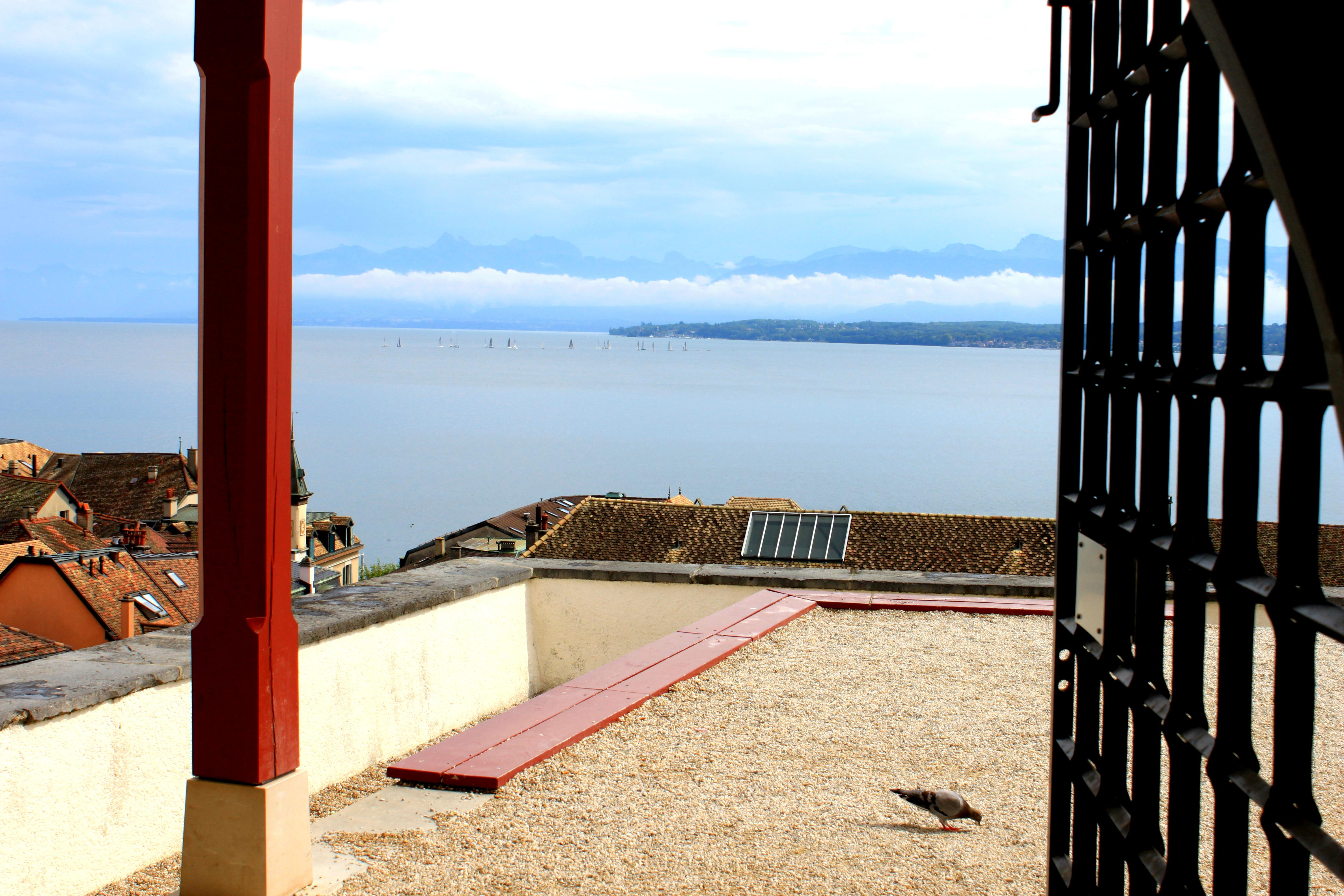
Вид из замка
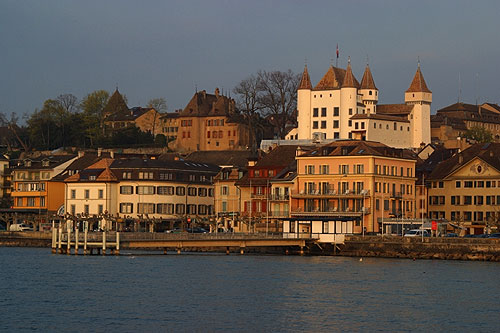
Вид с озера
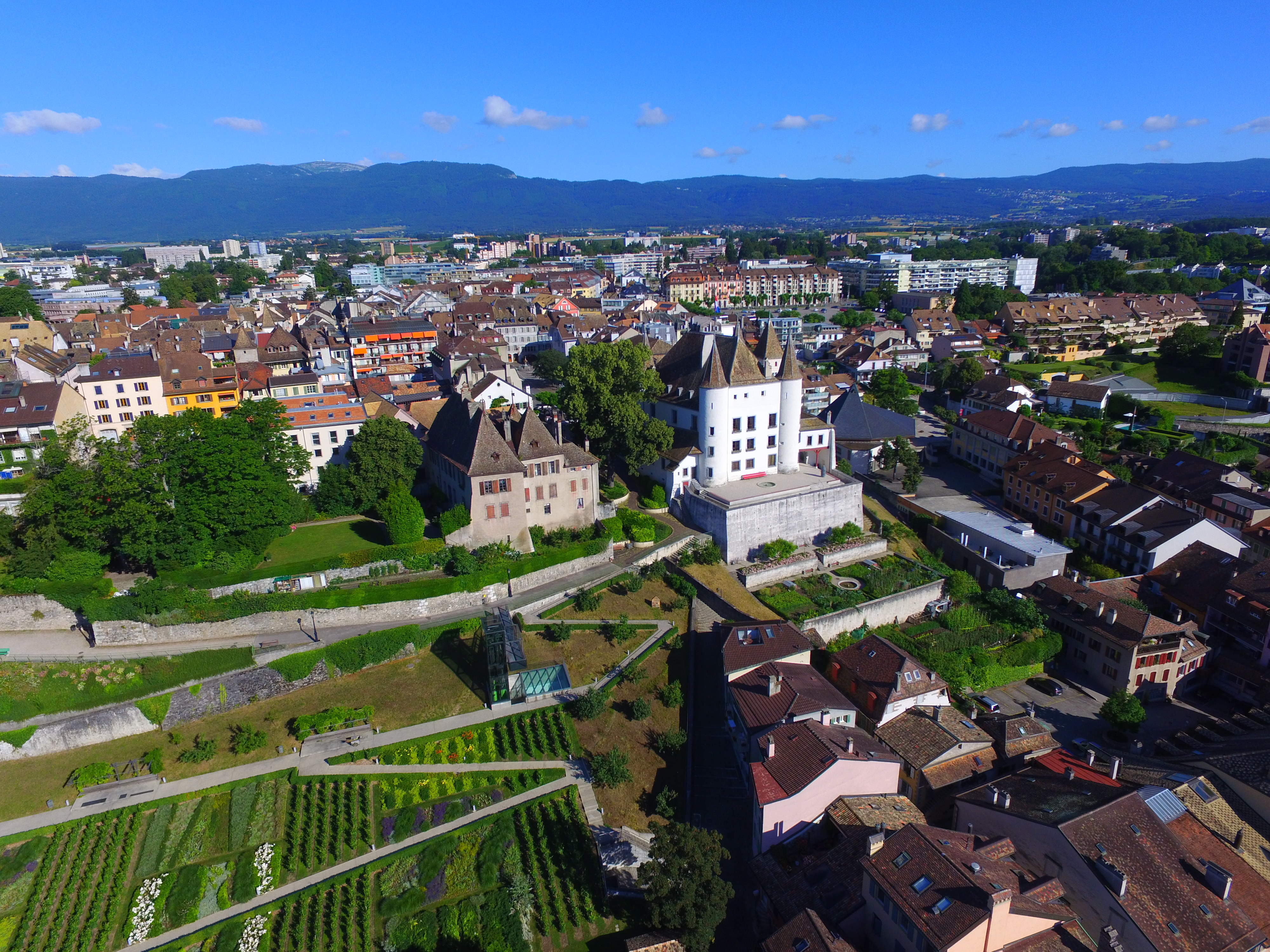
Вид с высоты птичьего полёта